# Kostel svatého Vavřince (Slaný)

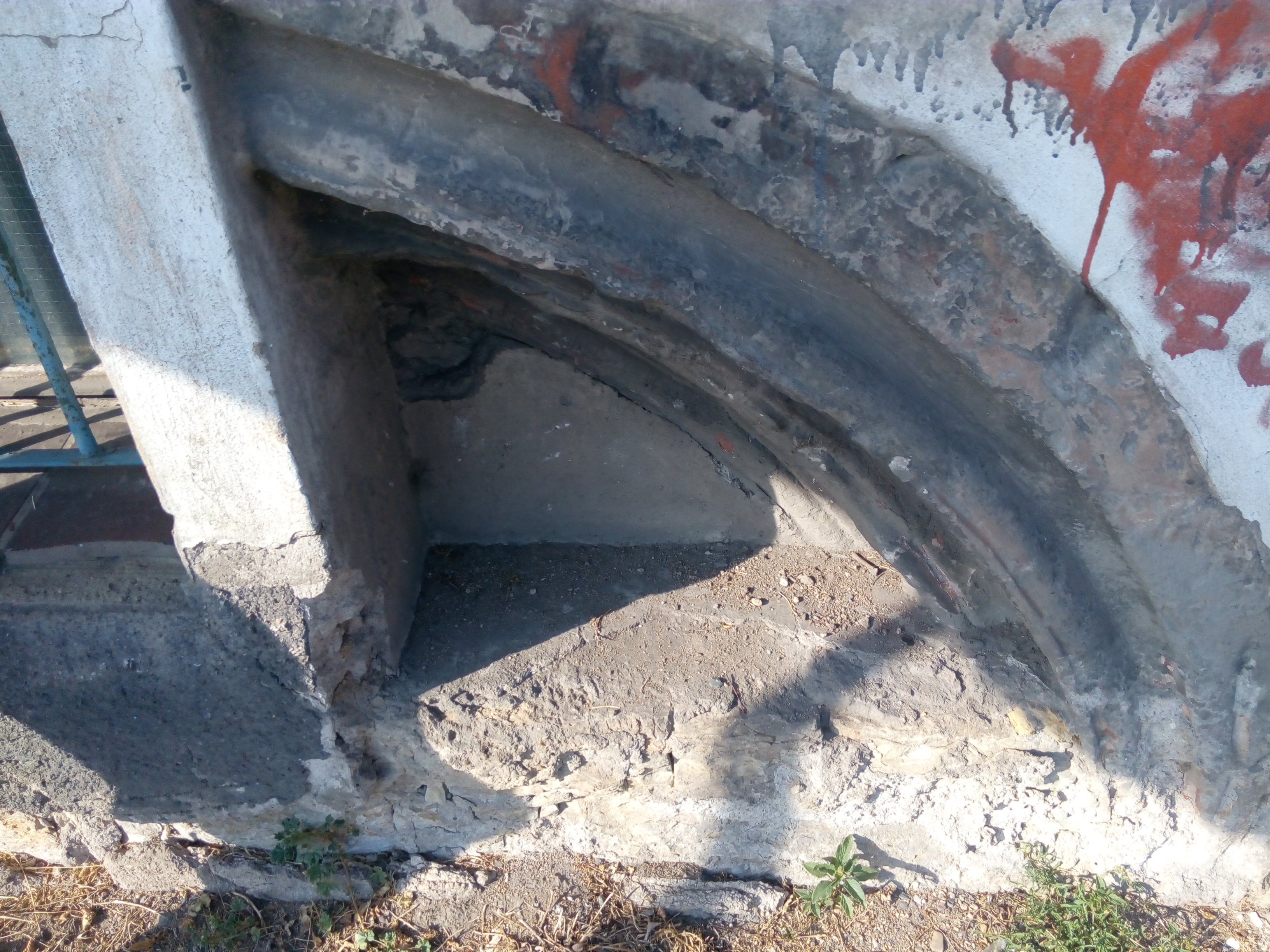
Zbytek gotického okna

Špitální kostel sv. Vavřince je dnes již zaniklý kostel ve Slaném. Z objektu se dochovalo torzo obvodových zdí na Pražském předměstí.

## Historie
Kostel sv. Vavřince patřil ke špitálu, jehož existence je v počátečním období doložena zejména díky darům. V roce 1359 věnovala špitálu Kateřina Michková 50 kop pražských  grošů na nákup luk a polí, Jaroslav Bořita z Martinic odkázal špitálu 500 kop grošů. Roku 1723 byla vydána nová nadační listina. Za vlády Josefa II. byl kostel uzavřen, v roce 1812 stavbu odkoupil děkan Šimák, nechal ji omítnout, ale v roce 1813 musel být kostelík v rámci válečných příprav použit na skladiště obilí pro vojsko. Bohoslužby v něm začaly být znovu slouženy 4. července 1814, avšak v prosinci byl opět předán vojsku a v roce 1817 došlo k jeho vyklizení.
V roce 1826 je doložena oprava stavby a nákup nového zvonu, bohoslužby se konaly až do roku 1842. V roce 1851 se zbortil krov. V roce 1853 byl kostel i s přilehlým hřbitovem prodán baronu Riesovi ze Stallburgu. Nový majitel ho zbořil a ze zbytků budovy vybudoval ovčín, jehož výběh odpovídal rozměrům bývalého hřbitova. 

## Vybavení kostela
- nedatováno – hrabě Jaroslav Bořita z Martinic daroval pozlacený kalich
- 1673 – objednání nového oltáře
- 1676 – doložen obraz Panny Marie Pasovské a socha Panny Marie s Kristovým tělem na klíně
- 1788 – v kostele se nacházely tyto oltáře: sv. Vavřince, Přátelstva Pána Ježíše, Panny Marie

## Špitál a chudobinec
Z výnosů odkazu Jaroslava Bořity z Martinic, což bylo 35 zlatých ročně, se hradila[kdy?] údržba stavení a část se rozdělovala mezi šest žen, které ve špitálu dožívaly. Každý rok navíc dostávaly od hraběte šaty, dříví a občas chléb.
Ještě v roce 1880 existoval fond bývalého kostela a špitálu sv. Vavřince, který činil 9409 zlatých. Z něj byla zakoupena budova staré dívčí školy u děkanského chrámu, která byla přebudována na chudobinec sv. Vavřince. Ten byl posléze přestěhován do domu č. 19 v Pivovarské ulici. 